# Pleurona falcata
Pleurona falcata là một loài bướm đêm trong họ Erebidae.